# Enyo gorgon
Enyo gorgon é uma espécie de mariposa da família Sphingidae, conhecida por sua aparência distinta e sua capacidade de camuflagem. Essa mariposa habita o Cerrado, a Floresta Amazônica, o Pantanal e até áreas urbanas, como jardins e parques.

## Características
Ela possui asas marrons com padrões que ajudam na camuflagem contra predadores. Seu corpo é robusto, e suas asas largas permitem um voo ágil e rápido. A Enyo gorgon participa ativamente da polinização de espécies vegetais nativas, auxiliando no equilíbrio ecológico da região.
A espécie apresenta asas anteriores com ápice sinuoso em ambos os sexos, sendo uma das quatro do gênero Enyo com órgão androconial nos machos. Esse órgão é bastante largo, distorcendo as nervuras transversais. A asa anterior é dicromática, com metade anterior marrom-clara e posterior marrom-média, demarcada por uma linha escura que forma uma mancha triangular próxima ao ápice. A asa posterior é marrom, com uma faixa marginal clara. A antena possui um gancho longo, e o tórax apresenta uma crista elevada.
O uncus assemelha-se ao de Enyo lugubris lugubris, porém com processo apical mais curto e processos ventrais mais robustos. A valva termina em um processo esclerotizado e delgado, com escamas apicais alongadas. O edeago apresenta um vestígio do processo triangular típico do grupo cavífero.

## Importância Ecológica
Além de ser um polinizador, serve como alimento para diversas espécies de aves e outros predadores naturais. Seu ciclo de vida e comportamento são estudados por pesquisadores interessados na conservação da fauna. Sua importância ecológica está relacionada à polinização de plantas nativas e à sua interação com o ambiente.